# Riberão dos Padilhas
Der Riberão dos Padilhas ist ein etwa 11 km langer rechter Nebenfluss des Rio Iguaçu im Südosten des brasilianischen Bundesstaats Paraná.

## Geografie

### Lage
Das Einzugsgebiet des Riberão dos Padilhas befindet sich auf dem Primeiro Planalto Paranaense (Erste oder Curitiba-Hochebene von Paraná).

### Verlauf
Sein Quellgebiet liegt auf 908 m Meereshöhe. Es ist im Süden des Stadtgebiets von Curitiba im Stadtteil Capão Raso etwa 0,6 km westlich der Straße Linha Verde (BR-476).
Der Bach verläuft überwiegend in südöstlicher Richtung. Er durchfließt die Stadtteile Capão Raso, Xaxim, Sítio Cercado, Ganchinho und Alto Boqueirão.
Er mündet zwischen der Kläranlage Estação de Tratamento de Esgoto Padilha Sul und dem Jardim Zoológico de Curitiba an der Ringstraße Rodoanel Contorno Leste (BR-116 / BR-277) auf 872 m Höhe von rechts in den Rio Iguaçu. Dieser bildet hier die Grenze zwischen den Munizipien Curitiba und São José dos Pinhais. Der Bach ist etwa 11 km lang.

### Munizipien im Einzugsgebiet
Der Riberão dos Padilhas verläuft vollständig innerhalb des Munizips Curitiba.